# Bjørn Bjørnson

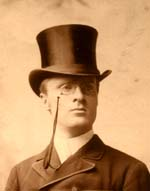
Fotografi taget av okänd fotograf kring år 1900

Bjørn Bjørnson, född 15 november 1859 i Christiania (Oslo), död 1942, var en norsk skådespelare och manusförfattare samt den förste teaterchefen för Nationaltheatret i Oslo. Han var son till Bjørnstjerne och Karoline Bjørnson. 
Etter att ha fått teaterskolning i Wien, och från 1880 varit skådespelare i den Meiningerska teatertruppen, och även studerat skådespeleri i Paris, började Bjørnson 1885 som instruktör vid Christiania Theater. Han förde med sig en ny stil, där realistiska människoskildringar ersatte deklamationer. 
År 1893 blev han regissör vid Dagmarteatern i Köpenham, men återvände till Norge i samband med grundläggandet av Nationaltheatret i Kristiania, och blev dess förste chef 1899–1907 och 1923–1927. Han spelade också flera roller vid teatern och skrev flera pjäser. På svenska finns den självbiografiska Ungdom, ungdom (Bare ungdom, översättning Ingeborg Essén, Bonnier, 1943).
1893 gifte han sig med den kända norska sångerskan och skådespelerskan Gina Oselio.
Bjørnson ligger begravd med sin tredje hustru, Eileen, på Vår Frelsers gravlund i centrala Oslo.

## Teater

### Regi
| År   | Produktion          | Upphovsmän            | Teater                     |
| ---- | ------------------- | --------------------- | -------------------------- |
| 1910 | Geografi och kärlek | Bjørnstjerne Bjørnson | Svenska teatern, Stockholm |
| 1931 | Supé                | Ferenc Molnár         | Oscarsteatern              |

### Fotnoter
1. ↑  Från Stockholms teatrar i Ord och Bild: illustrerad månadsskrift (1932) s. 118